# Хивел ап Эдвин
Хивел ап Эдвин (валл. Hywel ab Edwin) — представитель Диневурской ветви, правитель королевства Дехейбарта с 1033 по 1044 годы (до 1035 года совместно со старшим братом Маредидом. Был изгнан и впоследствии убит Грифидом ап Лливелином, занявшим трон и захватившим большую часть Южного Уэльса.

## Биография
Хивел был сыном Эдвина ап Эйниона и правнуком Хивела II Доброго. Согласно «Гвентианской хронике», в 1021 году братья Хивел и Маредид принимали участие в набеге шотландцев на Кармартен (во время которого якобы погиб тогдашний правитель Дехейбарта — король Гвинеда Лливелин ап Сейсилл, захвативший в 1018 году трон Дехейбарта у братьев Эдвина и Каделла ап Эйнион из династии Диневур). По записе в «Хронике принцев» братья вернули себе трон в 1031 году, победив узурпировавшего его в 1023 году Ридерха ап Иестина, правителя Морганнуга. По «Гвентианской хронике» Ридерх был убит ирландскими шотландцами под командованием Хивела. Став правителями Дехейбарта, Хивел и Маредид разделили области и сферы влияния (третий сын Эдвина ап Эйниона умер в 1030 году, а его сын, Маредид ап Оуайн ап Эдвин вернул королевство в 1063 или 1068 году). После смерти Маредида в 1035 году, Хивел стал единственным правителем Южного Уэльса.
Правление Хивела отмечено участившимися набегами викингов, а также нападками со стороны сына Лливелина ап Сейсилла — Грифида, который в 1039 году уже будучи правителем Поуиса захватил трон королевства Гвинед (по «Хронике принцев» Грифид лишил Хивела части территории ещё в 1038 году).
Известно, что в 1041 году войска Грифида ап Лливелина вторглись в Дехейбарт и в сражении у Пенкадере (Pencadair) нанесли армии Хивела поражение, при этом жена последнего была захвачена в плен. В «Хронике принцев» это событие упоминается в 1039 году и указывается, что Грифид взял в жёны пленённую супругу противника. По «Гвентианской хронике» она стала наложницей Грифида в 1038.
В 1042 году Хивел одержал победу над неизвестным датским отрядом вблизи Кармартена, однако, в том же (или в 1039) году, он был изгнан Грифидом из Дехейбарта. В 1044 году, заручившись поддержкой датчан и собрав под своей рукой небольшой флот (около двадцати кораблей), Хивел ап Эдвин предпринял попытку вернуть своё царство. В решающем сражении близ устья реки Тауи войска Хивела были разбиты, а сам он был убит. По записи «Хроники принцев» его смерть произошла в 1041 году, а сам Хивел был назван правителем Гламорганским и умершим от старости.